# Cascade (banda)
Cascade es una banda japonesa de rock de estilo Visual kei, con un sonido bastante casual. La banda se formó en 1993 y se separó en agosto de 2002; pero años después, el 15 de marzo de 2009, la banda se volvió a reunir y lanzaron un álbum llamado VIVO.
Su sonido no es el típico que se podría esperar de otras bandas del género, de hecho es una de las bandas japonesas que más ha experimentado con los sonidos y tendencias musicales, están fuertemente influenciados por el new wave.

## Miembros

### Alineación
- Tama (Vocales) nació un 13 de enero, en Kioto.
- Masashi (Guitarra) nació un 30 de noviembre, en Kagoshima.
- Makko (Bajo) nació un 24 de junio, en Yamanashi.
- Hiroshi (Percusión) nació un 18 de septiembre, en Okayama.

### Miembros pasados
- Kagemary (Sintetizador)
- Miyuki (Bajo)
- Q-Shi (Percusión)

## Discografía

### Sencillos
- "Narikiri Bonnie and Clyde" なりきりボニー&クライド(1996/9/21)
- "Oh Yeah Baby" (1997/3/21)
- "Yellow Yellow Fire" (1997/6/21)
- "Super Car" スーパーカー (1997/11/21)
- "S.O.S Romantic" S.O.S ロマンティック(1998/4/22)
- "Flowers of Romance" (1998/8/12)
- "Cuckoo" (1998/11/11)
- "Memories" メモリーズ (1999/1/27)
- "Azayakana Kiseki" アザヤカナキセキ (1999/2/24)
- "Dance Capriccio" (1999/10/27)
- "Congracche" コングラッチェ (2000/1/26) Ending del anime Kindaichi Case Files.
- "Tokyo Darling" TOKYOダーリン (2000/5/17)
- "Sexy, Sexy," (2000/11/16) Ending del anime Historias de Fantasmas.
- "Strawberry Moon" (2001/4/25)
- "Partiful Saruman Life" (2010/4/13)
- "Bonnou Hakusho Part 2" (2011/2/2)

### Álbumes
- Viva! (1995/11/22)
- Beautiful Human Life (1996/3/23)
- Samurai Man サムライマン (1996/10/23)
- Apollo Exercise (1997/3/25)
- Yellow Magical Typhoon (1997/7/24)
- 80*60=98 (1998/6/17)
- Kodomo Z コドモZ (1999/3/25)
- Piaza ピアザ (2000/2/23)
- Adrenalin No.5 (2000/6/14)
- Butterfly Limited Express (2001/6/13)
- Viva Nice Best (2002/9/19)
- VIVO (2009/4/15)
- Magallanica (2010/5/19)

### VHS
- Macaroni マカロニ (1996/6/21)
- Teritori-Machinegun (1997/4/23)
- Kageki na Bouryoku カゲキな暴力 CASCADE SHOW AT BUDOKAN (1998/3/21)
- Komanchi コマンチ (1999/6/23) Also has a DVD version
- Risutora Shite Kudasai yo リストラして下さいよ。(2000/11/8)

### DVD
- Viva Nice DVD (2002/11/21)
- Last Tour 2002 Omise dekinai noga Zannen Desuga ラストツアー2002 お見せできないのが残念ですが Live at Osaka(2002/11/21)
- ADIOS (2003/8/30)

- Datos: Q4386704